# Последователна логическа схема
В цифровата електроника последователна логическа схема е вид логика, при която изходният сигнал зависи не само от входния, но и от вече преминалите сигнали. Наричат се още цифрови устройства с памет. За разлика от комбинационната логическа схема, при които изходният сигнал зависи само и единствено от входния сигнал. Последователните логически схеми се използват при разработката на някои типове компютърна памет.
Два типа автомати могат да бъдат разработени от последователна логическа схема:
- Автомат на Мур: изходът зависи само от вътрешното състояние. (Вътрешното състояние се сменя само при фронт на сигнала, което предполага че и изходният сигнал се сменя само тогава).
- Автомат на Мили: изходът зависи не само от вътрешното състояние, но и от входните данни.

В зависимост от регулациите и функционирането схемите се разделят на синхронни и асинхронни. Спрямо това и логиката на устройствата се разделя на синхронна и асинхронна логика.